# Magdalena Filipek-Sobczak
Magdalena Filipek-Sobczak (ur. 7 września 1983 w Lublinie) – polska polityk, prawniczka i działaczka samorządowa, posłanka na Sejm X kadencji (od 2023).

## Życiorys
Uzyskała magisterium z prawa i kulturoznawstwa na Uniwersytecie Marii Curie-Skłodowskiej. Ukończyła też studia podyplomowe MBA na Politechnice Lubelskiej. Pracowała jako koordynatorka i rzeczniczka prasowa w Lubelskiej Wojewódzkiej Komendy Ochotniczych Hufców Pracy. Później objęła stanowisko dyrektora Lubelskiej Agencji Wspierania Przedsiębiorczości.
Wstąpiła do Prawa i Sprawiedliwości. W 2018 bez powodzenia kandydowała do Sejmiku Województwa Lubelskiego, a w 2019 ubiegała się o mandat poselski. W 2022 została radną województwa, zastępując zmarłego Zdzisława Podkańskiego. W tym samym roku objęła stanowisko zastępczyni dyrektora departamentu w przedsiębiorstwie PGE Dystrybucja, a następnie funkcję dyrektora lubelskiego oddziału Kasy Rolniczego Ubezpieczenia Społecznego.
W wyborach parlamentarnych w 2023 została wybrana do Sejmu X kadencji z okręgu lubelskiego, startując z trzeciego miejsca na liście PiS i zdobywając 10 480 głosów.

## Życie prywatne
Córka Mariana i Zenony. Zamężna, ma dwoje dzieci. 

## Wyniki w wyborach ogólnopolskich
| Wybory | Komitet wyborczy | Komitet wyborczy       | Organ            | Okręg | Wynik        |
| ------ | ---------------- | ---------------------- | ---------------- | ----- | ------------ |
| 2019   |                  | Prawo i Sprawiedliwość | Sejm IX kadencji | nr 6  | 4263 (0,75%) |
| 2023   | Sejm X kadencji  | Prawo i Sprawiedliwość | 10 480 (1,62%)   | nr 6  |              |